# Lanester
Lanester (bretonsko Lann-er-ster) je vzhodno predmestje Lorienta in občina v severozahodnem francoskem departmaju Morbihan regije Bretanje. Leta 1999 je naselje imelo 21.897 prebivalcev.

## Geografija
Kraj leži v severozahodni francoski pokrajini Bretaniji na sotočju rek Blavet in Scorff. Slednja ga loči od Lorienta; je njegovo največje predmestje.

## Administracija
Lanester je sedež istoimenskega kantona, slednji je vključen v okrožje Lorient.